# Певний Аполон Васильович
Аполон Васильович Певний (* 5 травня 1887 Огульці Валківський район Харківська область — †15 грудня 1937, Харків) — член Центральної Ради, т.в.о. головного державного інспектора Армії УНР.

## Біографія
Двоюрідний брат відомого українського громадсько-політичного діяча Петра Певного, актора Олександра Певного і театрального діяча Миколи Певного.
Народився у місті Полтава.
У 1917 році служив у складі 150-го піхотного Таманського полку російської армії. Останнє звання у російській армії — прапорщик.
Влітку — восени 1917 року — член Центральної Ради. У листопаді 1917 року — лютому 1918 року — комісар Центральної Ради на Південно-Західному фронті, у лютому — квітні 1919 року — інспектор національно-культурнополітичних справ Південно-Західного району та Північної групи, з 16 квітня 1919 року — державний інспектор Північної групи, далі — т. в. о. головного державного інспектора та помічник головного державного інспектора УНР. У 1920 році залишився в Радянській Україні.
3 грудня 1937 його було звинувачено в націоналістичній діяльності за ст. 54-10 ч. 1, 54-11 КК УРСР та заарештовано. 6 грудня 1937 присуджено до вищої міри покарання — розстрілу. 15 грудня 1937 вирок був приведений до виконання. За ст. 1 Указу Президії Верховної Ради СРСР від 16 січня 1989 його було реабілітовано.